# يوني موغ 406
يوني موغ 406 هي مركبة من سلسلة يوني موغ التي تنتجها شركة مرسيدس-بنز. تم تصنيع ما مجموعه 37,069 وحدة من هذا الطراز بواسطة شركة دايملر-بنز إيه جي في مصنع يوني موغ بمدينة غاغناو، وذلك بين عامي 1963 و1989.
تُعد الطراز 406 أول مركبة من فئة يوني موغ المتوسطة، إذ تتميز بقاعدة عجلات أطول تبلغ 2380 ملم، وبقوة محرك تفوق ضعف قوة محرك الطراز السابق يوني موغ 401. وعلى عكس يوني موغ الأصلية التي استُخدم فيها محرك سيارة، فإن الطراز 406 مزوّد بمحرك شاحنة ثقيلة.
استُخدمت منصة الطراز 406 كأساس لعدة طرازات لاحقة من سلسلة يوني موغ. وقد تم تصنيع أحد عشر نوعًا مختلفًا من يوني موغ 406، توفرت في أربعة طرازات رئيسية (من U 65 حتى U 84) بمقصورات مغلقة ببابين أو أربعة أبواب، أو بنسخة كابريو (مكشوفة)، أو كـ وحدة صناعية نصف جاهزة (أي "نصف" يوني موغ بدون الجزء الخلفي، تُستخدم كأساس لتصنيع مركبات من قِبل شركات خارجية).
وخلال فترة إنتاجها الطويلة، شهدت المركبة 406 عدة تحسينات تقنية. ففي عام 1964، تم استبدال محرك الديزل OM 312 ذي حجرة الاحتراق المسبق بمحرك OM 352 ذي الحقن المباشر. وفي عام 1973، تم تزويدها بمكابح قرصية بدلًا من المكابح الأسطوانية التقليدية.
وبالنسبة للكثير من محبي يوني موغ، تُعتبر المركبة 406 اليوم من الطرازات الكلاسيكية النادرة، خاصةً في استخداماتها الزراعية والغابية، ويُعد إصدار 406BT لسنة 1973، وهو آخر طراز بالمكابح الأسطوانية، الأكثر رغبةً بين الجامعين. وقد حققت هذه المركبة نجاحًا كبيرًا، وتُعد التجسيد الأفضل لعبارة "جهاز المحرك الشامل" مقارنةً بجميع طرازات يوني موغ السابقة.